# نانسي باري
نانسي باري (بالإنجليزية: Nancy Barry)‏ هي مصرفية أمريكية، ولدت في القرن العشرين.